# 95200
 (mars 2012).
Si vous disposez d'ouvrages ou d'articles de référence ou si vous connaissez des sites web de qualité traitant du thème abordé ici, merci de compléter l'article en donnant les références utiles à sa vérifiabilité et en les liant à la section « Notes et références ».
Albums de Ministère A.M.E.R.
Pourquoi tant de haine ?
(1991) L'intégrale
(1997)
95200 est le deuxième album du groupe de rap français Ministère A.M.E.R., sorti le 11 juillet 1994. Le titre de l'album est une allusion parodique à la série Beverly Hills 90210, qui passait sur TF1 à l'époque, en reprennant le code postal de leur ville d'origine, Sarcelles.

## Citations
« J'adore cet album, et je le redécouvre tout le temps. J'ai une relation mystique avec cet album. Alors autant, quand tu vois la suite du Ministère Ämer, je suis vraiment pas dedans [rires], c'est pas vraiment mon délire, mais cet album, plus je l'écoute, plus je trouve que c'est lui qui a donné ses fondations au rap actuel. Quand tu regardes l'ancienne vague : NTM, IAM, Assassin, Ministère A.M.E.R.... si tu dois dire de qui le rap d'aujourd'hui descend, tu dis : Ministère Ämer. Avec les bons et les mauvais côtés. C'était rebelle, c'était quartier, et en même temps c'était drôle, ils prenaient des risques musicalement : 'Flirt avec le meurtre'(cocomposé par Guetsh et B. Cely dit Berny Craze) de Stomy c'est un solo de guitare de quatre minutes et le gars rappe dessus... Des sons improbables... En plus depuis cette époque j'ai eu le temps de parler avec Desh : il faisait des trucs de ouf', des instrus ricains qu'il faisait tourner à l'envers ! C'était de la piraterie, du ghetto style [rires] ! »

— Grain de Caf', rappeur d'Octobre Rouge, 2007

## Titres
| #  | Titre                        | Interprète(s)                                                       | Producteur(s)           | Contient un (des) sample(s) de | Durée |
| -- | ---------------------------- | ------------------------------------------------------------------- | ----------------------- | --- | ----- |
| 1  | Prélude au réveil            | Hamed Daye Passi Ballende Kenzy                                     | Ministère A.M.E.R.      | | 2:02  |
| 2  | Plus vite que les balles     | Stomy Bugsy Passi Ballende                                          | Ministère A.M.E.R.      | - Cross The Track de Maceo & the Macks | 5:27  |
| 3  | Un été à la cité             | Passi Ballende Stomy Bugsy                                          | Ministère A.M.E.R.      | - Get Out of My Life, Woman de Joe Williams | 5:35  |
| 4  | Brigitte femme 2 ...         | Kay Cee                                                             | Ministère A.M.E.R.      | - Des extraits d'interview des CRS toulousains à propos de la chanson - Le refrain est repris de la chanson de Claude François, Le téléphone pleure, légèrement modifié | 3:15  |
| 5  | Les Rates aiment les lascars | Doc Gynéco Hamed Daye Kenzy(intro) Stomy Bugsy Assia Passi Ballende | Ali Adour               | | 6:24  |
| 6  | Paradis                      | Stomy Bugsy Kay Cee                                                 | Ministère A.M.E.R.      | | 3:57  |
| 7  | J'ai fait un rêve            | Stomy Bugsy Passi Ballende                                          | Ministère A.M.E.R.      | - Knucklehead de Grover Washington, Jr. | 3:45  |
| 8  | Autopsie                     | Stomy Bugsy Doc Gynéco Passi Ballende                               | B. Cely dit Berny Craze | - Dialogues extrait du film Sans rémission d'Edward James Olmos | 6:11  |
| 9  | Flirt avec le meurtre        | Stomy Bugsy Kenzy                                                   | B. Cely dit Berny Craze | | 6:36  |
| 10 | Les Cloches du diable        | Hamed Daye Stomy Bugsy Passi Ballende                               | Ministère A.M.E.R.      | | 4:53  |
| 11 | Chap II Acte 20              | Passi Ballende Stomy Bugsy                                          | Ali Adour               | | 1:40  |
| 12 | Pas venu en touriste         | Passi Ballende Hamed Daye Stomy Bugsy                               | Ministère A.M.E.R.      | | 4:53  |
| 13 | Nègres de la pègre           | Stomy Bugsy Kay Cee Passi Ballende                                  | Ministère A.M.E.R.      | - Slippin' Into Darkness de War | 6:18  |